# Monestir de la Santíssima Hodegetria

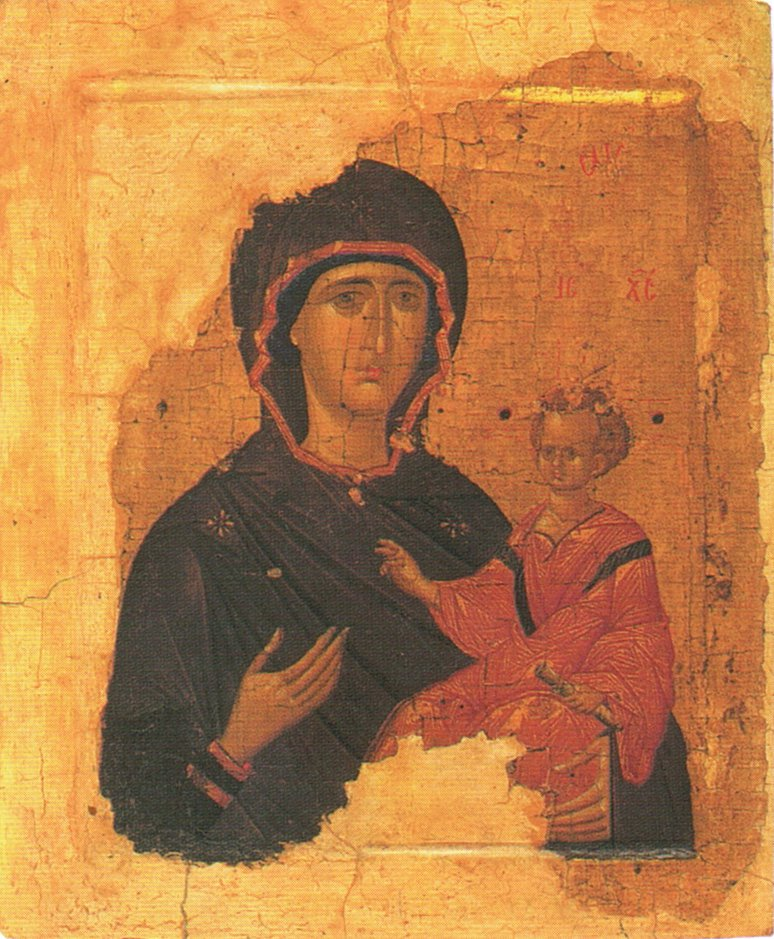
La Mare de Déu Hodegetria en una icona del

El monestir de la Santíssima Hodegetria (en grec: Ὁδηγήτρια, lit. 'Qui mostra el camí'), també conegut com el monestir dels Hodeges (en grec: Μονὴ τῶν Ὁδηγῶν) de Constantinoble, fou fundat, segons la tradició, per santa Pulquèria (399-453), filla de l'emperador Arcadi (377-408). Fou una de les tres fundacions dedicades a la Mare de Déu venerades amb aquest nom amb l'església de Blanquerna i la de Chalkoprateia.
El monestir es trobava més enllà del districte de Chalkoprateia (en grec: Χαλκοπρατεῖα, lit.: 'mercat del coure'), a prop del mar al sud-est de la ciutat i servia de contrapartida al de Blanquerna, situat al nord-oest de la ciutat. Tots dos eren un punt de partida i d'arribada de processons, com la setmanal que eixia de les muralles de Teodosi i acabava al districte de Chalkoprateia.
Segons la tradició, es diu que el monestir va acollir la icona d'Hodegetria, una imatge de la Mare de Déu que va ser pintada per sant Lluc i, segons un relat de Xanthopoulos, va ser portada d'Antioquia . Entre 1403 i 1406, Ruy Gonzales de Clavijo la va descriure com una pintura quadrada coberta de joies, com ara maragdes, safirs, topazis i perles. El nom Panaghia Hodēgētria donat a la icona fa referència a la llegenda que hi havia una font miraculosa dins del recinte del monestir amb el poder de curar els cecs i tots aquells que patien problemes oculars. Es diu que la Mare de Déu es va aparèixer a dos cecs i els va guiar fins a la font on els va recuperar la vista. Els hodèges eren els monjos que guiaven els cecs fins a la font. Cada dimarts, aquesta icona miraculosa es portava en processó pels carrers de la ciutat on s'aplegaven multituds que esperaven una cura miraculosa. El santuari va ser restaurat sota l'emperador Miquel III (r. 842–967), però avui només queden unes poques ruïnes a prop del parc de Gülhane.

## Ubicació

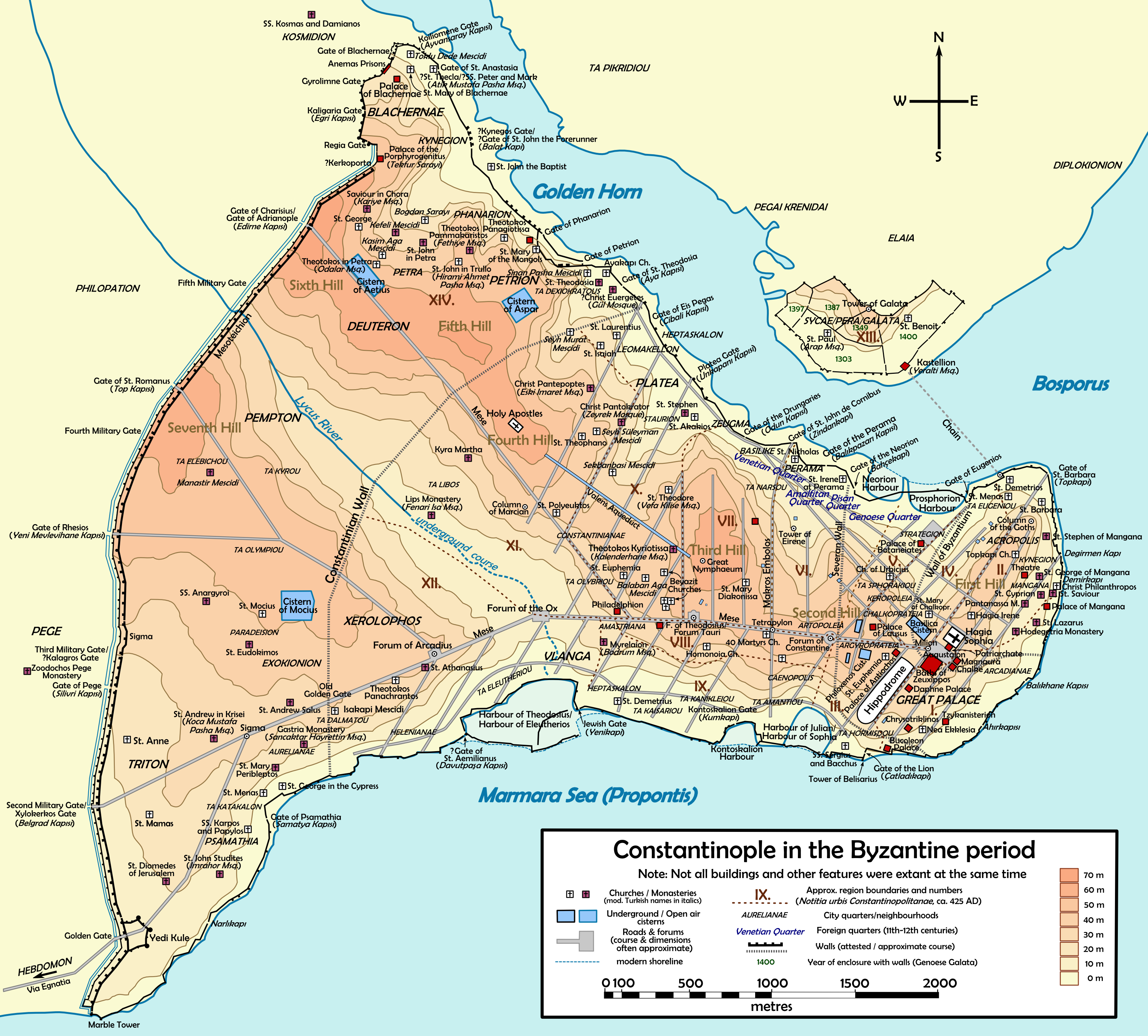
Mapa de Constantinoble sota l'Imperi Romà d'Orient

La ubicació exacta del monestir a Constantinoble és desconeguda. Una descripció al Logos diēgēmatikos així com una menció de Nicetes Coniata suggereixen que el monestir era a prop de la mar (la de Màrmara o del Bòsfor). Segons certes fonts escrites, en particular la descripció feta per un pelegrí contemporani, el monestir devia ser a l'est o sud-est de Santa Sofia.
Les excavacions al Parc Gülhane van descobrir una rotonda i les restes del que hauria estat una font (ubicació aproximada: 41° 0′ 33″ N, 28° 59′ 6″ O). Aquestes ruïnes podrien haver pertangut a un monestir. Tanmateix, es troben al nord-est de Santa Sofia, mentre que les fonts escrites n'indiquen més aviat una posició al sud-est.

## Història
El nom Hodēgoi apareix per primera vegada amb certesa en textos del segle X: segons el Pàtria de Constantinoble, l'emperador Miquel III l'Embriac (entre el 856 i el 865) va reconstruir una capella que hi havia al costat d'una font miraculosa, que guaria els cecs. L'Ὁδηγοί (en grec 'el guia') era la persona que conduïa el cec a la font. A la primavera del 866, Cèsar Bardas va fer una visita solemne al nou santuari abans de començar la campanya contra els àrabs de Creta, i un presagi (la caiguda de la seua capa) anuncià la seua fi propera.
N'hi hagué més tard una altra tradició sobre l'origen de la paraula: la fundació de l'església seria atribuïble a l'emperadriu Pulquèria per Nicolau Mesarités i per Nicèfor Cal·list Xantopul, que informa que es pretenia acollir una icona de la marededeu pintada per Lluc, enviada des d'Antioquia per la seua cunyada Eudòxia Augusta; un text dedicat al santuari, copiat a la dècada del 1430, afirma que l'emperadriu hauria designat aquesta icona com a guia (Ὁδηγὸν τῶν καλῶν ἁπάντων'). La icona que es guardava al santuari s'identifica tradicionalment com a Hodêgetria, tipus iconogràfic testimoniat en segells imperials del 695.
Segons la Carta dels tres patriarques orientals a l'emperador Teòfil, el patriarca Joan el Gramàtic hauria estat un lector de la litúrgia en temps de l'església dels Hodēgoi durant el regnat de Lleó V l'Armeni, per tant abans de la reconstrucció sota Miquel III l'Embriac. Nicó Monjo indica que l'emperador Joan I Tsimiscés va establir els hodeges com a residència dels patriarques d'Antioquia de l'Orontes durant la seua estada a la capital, i és a aquest estatus que el terme μονή s'utilitza per a designar l'establiment a partir del segle X. El 1097, un decret d'Aleix I Comnè esmenta un hegumen dels hodege anomenat Ioannikios. El patriarca d'Antioquia Joan l'Oxita s'hi refugià després de la seua fugida l'any 1100, i va tenir problemes amb els monjos de l'establiment, als quals va descriure com un cau dels bandolers i del qual acaba escapant de nit. Durant el concili de Blaquerna el maig del 1157, el patriarca elegit d'Antioquia, Soterichos Panteugenos, les opinions dubtoses del qual s'estaven examinant, es negà a traslladar-se de la seua residència a la dels hodeges. Després de la seua elecció com a patriarca d'Antioquia a l'exili l'any 1185-1190, Teodor Balsamó va residir també amb els hodeges.
Sabem per alguns textos que els hodege estaven situats a la rodalia del Gran Palau de Constantinoble, a l'est de Santa Sofia, en el camí que duia a Sant Jordi de Manganis, no lluny de la riba. Segons el Discurs narratiu, l'església recolzava contra un talús, molt amunt a prop de la muralla marítima que servia de tanca a la finca, a prop d'un far que devia ser el situat al nord-est del Gran Palau. Els arqueòlegs Robert Demangel i Ernest Mamboury afirmaren haver-ne identificat el jaciment el 1923, entre la muralla marítima i Gülhane. Segons el Discurs, l'establiment s'havia annexat en algun moment part de l'antic domini de la Marina (Τὰ Μαρίνης) que s'estenia a l'est del Gran Palau.

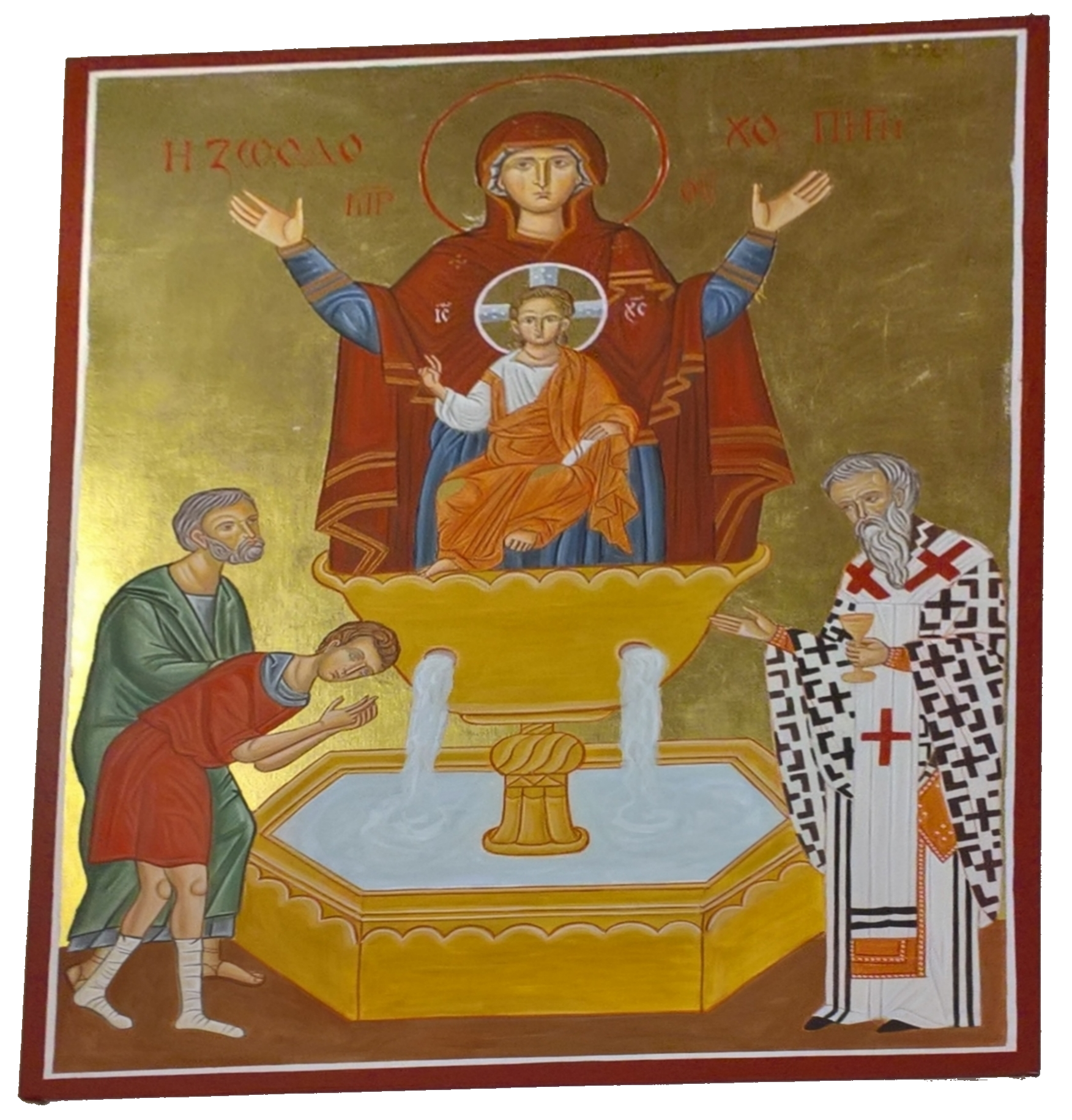
Un hodege guia un cec cap a la font miraculosa, icona de l'església romana d'Orient del Sant Salvador, Cosenza, Itàlia

Sembla que hi va haver una font miraculosa que suposadament curaria els cecs. Independentment de l'ἂγιον λοῦμα, un epigrama de Teodor Balsamó també dona fe de l'existència a prop de l'església d'un bany públic (δημοσιακὸν λουτρὸν τῶν Ὂδηγῶν), restaurat al segle XII. Aquestes instal·lacions eren gestionades per una confraria pietosa que es reunia un o dos cops per setmana.
La veneració amb què s'envoltava el monestir, però, es devia sobretot al nombre i santedat de relíquies de l'església. Segons Nicèfor Cal·list Xantopul i el Discurs narratiu, s'hi guardaven el fus de la Mare de Déu, unes gotes de sang, etc., potser dutes pels croats després del 1204.
La relíquia més important era la icona de la Mare de Déu que es creu pintada pel mateix Lluc. Segons testimonis, es tractava d'una icona gran i molt pesant, sobre pedra segons els pelegrins russos, sobre fusta segons Xantopul, portada en processó una volta per setmana. Era una icona del tipus Hodēgētria, d'origen egipciopalestí, els exemples més antics de la qual daten del segle VI. Hi havia un grup especial de servidors de la icona pagat, esmentat al segle XII en el typikon del Monestir de Pantocràtor (després Mesquita de Zeyrek), en què l'Hodēgētria era transportada solemnement cada any per a la commemoració dels fundadors. Segons el Pseudo-Jordi Codí, també fou traslladada al Palau el dijous de la cinquena setmana de Quaresma i venerada fins a Pasqua a la Capella de la Mare de Déu Nikopoios. Hi hagué una gran processó fins al Blanquerna el Diumenge de Rams. Fou una de les quatre icones miraculoses de la Mare de Déu conservades a Constantinoble (amb la de Blanquerna, la de Chalkoprateia i una marededeu Quimeute dipositada en un indret desconegut).
Cada dimarts, a Hodeges se celebrava una ἀγρυπνία (vetla) i una λιτή (processó), instituïts segons Xantopul per Pulquèria, que seguia la icona descalça, el cap cobert, envoltada de dones amb torxes. El mateix dia se celebrava una fira (πανήγυρις) a l'entrada nord de l'església. Es repartia oli i aigua beneïts als pelegrins que acudien a assistir a l'agrípnia o a postrar-se davant la icona.
El Monestir d'Hodeges albergava al segle xiv i XV un scriptorium que produïa manuscrits de luxe, sovint il·luminats, per ordre de membres de la família imperial, que contenien sobretot textos litúrgics, i eren identificables pel seu estil d'escriptura, l'estil dels hodeges. L'existència d'aquest taller fou establerta sobretot per Linos Politis, Hans Belting i Hug Buchthal. El monjo copista més reconegut d'aquest centre s'anomenava Joasaph (identificat durant molt de temps amb l'emperador Joan VI Cantacuzé, que va prendre aquest nom quan es feu monjo, error corregit per Linos Politis). Aquest Joasaph d'Hodeges, conegut sobretot per cinc epigrames de Jean Chortasménos dirigits a ell (un de iàmbic, i els altres en hexàmetres), va ser hegumen del monestir i va morir al 1406.
L'església d'Hodeges conté les tombes dels emperadors Andrònic II Paleòleg (1328), Andrònic III (1341) i Joan V (1391).